# Cazoulès
Cazoulès [kazulɛs] est une ancienne commune française située dans le département de la Dordogne, en région Nouvelle-Aquitaine.
Depuis le 1er janvier 2022, elle est une commune déléguée de la commune nouvelle de Pechs-de-l'Espérance.

## Géographie

### Généralités

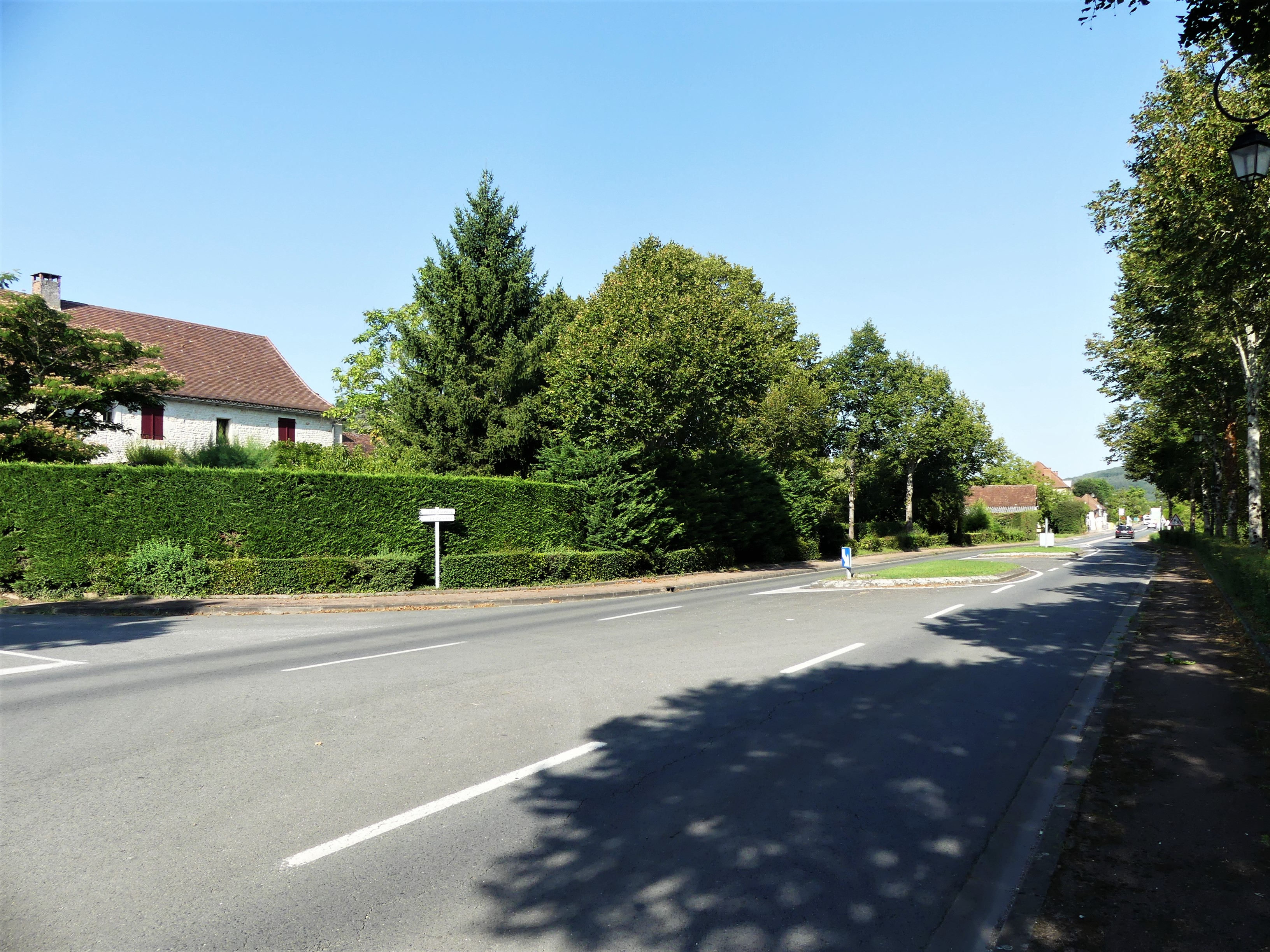
La route départementale 703 dans sa traversée du bourg de Cazoulès.

En Périgord noir, dans le quart sud-est département de la Dordogne, Cazoulès est limitrophe du département du Lot. D’une superficie de 3,52 km2, son territoire s'inscrit à l'intérieur d'un méandre de la Dordogne, le « cingle de Cazoulès », qui borde la commune à l'est et au sud. Premier territoire du Périgord arrosé par le fleuve décrit par Christian Signol dans La Rivière Espérance, Cazoulès fait face à l'imposante masse rocheuse du pas du Raysse sur la rive opposée. Le remous, repoussé vers le sud, a entreposé son limon fertile en terrasses, encore visibles.
L'altitude minimale, 84 mètres, se trouve localisée à l'extrême sud-ouest, là où la Dordogne quitte la commune et sert de limite entre celles de Peyrillac-et-Millac et du Roc. L'altitude maximale avec 294 ou 297 mètres est située à l'extrême nord, en limite de la commune de Souillac. Sur le plan géologique, le sol se compose principalement de calcaires du Mésozoïque sur les coteaux et d'alluvions holocènes en vallée de la Dordogne.
Le bourg de Cazoulès est traversé par la route départementale (RD) 703, cinq kilomètres au sud-ouest de Souillac et dix-huit kilomètres à l'est du centre-ville de Sarlat-la-Canéda. Pendant des siècles, Cazoulès est demeuré un « village-rue ». Le mitage des dernières décennies en a fait un village tentaculaire implantant de nombreuses maisons aux bords des chemins ruraux convergeant vers la RD 703.
Le cadre rural de Cazoulès laisse dominer le vert sombre des yeuses, ponctué de cyprès ou, plus souvent, de pins parasols.
La commune est traversée par la ligne ferroviaire des Aubrais - Orléans à Montauban-Ville-Bourbon dont la gare la plus proche est celle de Souillac, à quatre kilomètres par la route.

### Communes limitrophes
En 2021, avant la création de la commune nouvelle de Pechs-de-l'Espérance, Cazoulès était limitrophe de quatre autres communes dont trois dans le département du Lot. Au sud-ouest, le territoire de Saint-Julien-de-Lampon était distant de moins de 400 mètres.
|                     | Souillac (Lot) |              |
| Peyrillac-et-Millac | Cazoulès       | Lanzac (Lot) |
|                     | Le Roc (Lot)   |              |

### Climat
Le climat qui caractérise la commune est qualifié, en 2010, de « climat du Bassin du Sud-Ouest », selon la typologie des climats de la France qui compte alors huit grands types de climats en métropole. En 2020, la commune ressort du type « climat océanique altéré » dans la classification établie par Météo-France, qui ne compte désormais, en première approche, que cinq grands types de climats en métropole. Il s’agit d’une zone de transition entre le climat océanique, le climat de montagne et le climat semi-continental. Les écarts de température entre hiver et été augmentent avec l'éloignement de la mer. La pluviométrie est plus faible qu'en bord de mer, sauf aux abords des reliefs.
Les paramètres climatiques qui ont permis d’établir la typologie de 2010 comportent six variables pour les températures et huit pour les précipitations, dont les valeurs correspondent à la normale 1971-2000. Les sept principales variables caractérisant la commune sont présentées dans l'encadré ci-après.
| Paramètres climatiques communaux sur la période 1971-2000 - Moyenne annuelle de température : 12,9 °C - Nombre de jours avec une température inférieure à −5 °C : 3,6 j - Nombre de jours avec une température supérieure à 30 °C : 10,9 j - Amplitude thermique annuelle : 15,2 °C - Cumuls annuels de précipitation : 839 mm - Nombre de jours de précipitation en janvier : 10,7 j - Nombre de jours de précipitation en juillet : 6,7 j |

Avec le changement climatique, ces variables ont évolué. Une étude réalisée en 2014 par la Direction générale de l'Énergie et du Climat complétée par des études régionales prévoit en effet que la  température moyenne devrait croître et la pluviométrie moyenne baisser, avec toutefois de fortes variations régionales. Ces changements peuvent être constatés sur la station météorologique de Météo-France la plus proche, « Prats de Carlux », sur la commune de Prats-de-Carlux, mise en service en 1984 et qui se trouve à 9 km à vol d'oiseau,, où la température moyenne annuelle est de 12,4 °C et la hauteur de précipitations de 908,3 mm pour la période 1981-2010.
Sur la station météorologique historique la plus proche, « Gourdon », sur la commune de Gourdon, dans le département du Lot, mise en service en 1961 et à 17 km, la température moyenne annuelle évolue de 12,4 °C pour la période 1971-2000, à 12,7 °C pour 1981-2010, puis à 13,1 °C pour 1991-2020.

### Milieux naturels et biodiversité

#### Natura 2000
La Dordogne est un site du réseau Natura 2000 limité aux départements de la Dordogne et de la Gironde, et qui concerne les 104 communes riveraines de la Dordogne, dont Cazoulès,. Seize espèces animales et une espèce végétale inscrites à l'annexe II de la directive 92/43/CEE de l'Union européenne y ont été répertoriées.
Bien que l'INPN liste Cazoulès parmi les communes de la zone Natura 2000 Coteaux calcaires de la vallée de la Dordogne, la commune, limitrophe de cette zone, n'est pas concernée, comme le montre la carte du site.

#### ZNIEFF
Seule commune de la Dordogne avec Peyrillac-et-Millac, Cazoulès est concernée par la ZNIEFF de type I « La Dordogne quercynoise », comprenant de nombreuses espèces déterminantes (soixante-six  animales et cinquante végétales),.
Cette ZNIEFF est comprise dans une ZNIEFF de type II : la « vallée de la Dordogne quercynoise » (8 758 ha), couvrant 28 communes : deux en Corrèze, deux en Dordogne et vingt-quatre dans le Lot.
Cazoulès n'est pas mentionnée parmi les communes faisant partie d'une autre ZNIEFF de type II secteur forestier de Borrèze. Cependant, environ un quart du territoire communal — toute une partie au nord et au nord-ouest de la commune — en fait néanmoins partie, comme le montre la carte du site.

#### Site inscrit
À l'est, en bordure de la Dordogne, le « pas du Raysse » est un site pittoresque inscrit depuis 1963,

## Urbanisme

### Typologie
Cazoulès est une commune rurale, car elle fait partie des communes peu ou très peu denses, au sens de la grille communale de densité de l'Insee,,,.
Par ailleurs la commune fait partie de l'aire d'attraction de Souillac, dont elle est une commune de la couronne. Cette aire, qui regroupe 11 communes, est catégorisée dans les aires de moins de 50 000 habitants,.

### Occupation des sols
L'occupation des sols de la commune, telle qu'elle ressort de la base de données européenne d’occupation biophysique des sols Corine Land Cover (CLC), est marquée par l'importance des territoires agricoles (59,4 % en 2018), néanmoins en diminution par rapport à 1990 (78 %). La répartition détaillée en 2018 est la suivante : 
zones agricoles hétérogènes (56,5 %), zones urbanisées (18,6 %), forêts (14,6 %), eaux continentales (7,3 %), terres arables (2,9 %). L'évolution de l’occupation des sols de la commune et de ses infrastructures peut être observée sur les différentes représentations cartographiques du territoire : la carte de Cassini (XVIIIe siècle), la carte d'état-major (1820-1866) et les cartes ou photos aériennes de l'IGN pour la période actuelle (1950 à aujourd'hui).

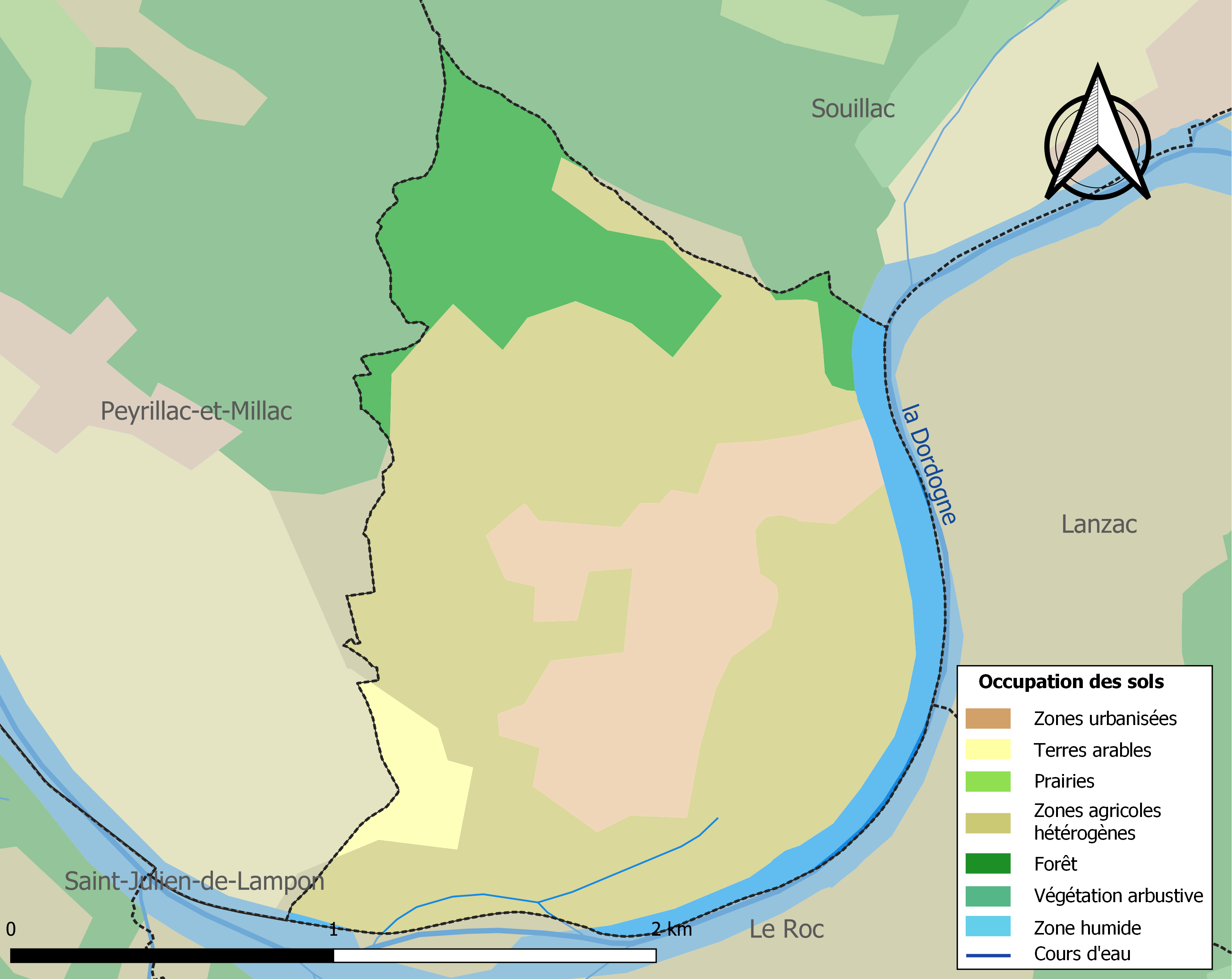
Carte des infrastructures et de l'occupation des sols de la commune en 2018 (CLC).

### Villages, hameaux et lieux-dits
Outre le bourg de Cazoulès proprement dit, le territoire se compose d'autres villages ou hameaux, ainsi que de lieux-dits :
- Beauséjour
- le Bois de Simon
- la Borie
- la Castagnal
- Cayrefour
- Château du Saulou
- les Clédoux
- Fraux
- les Galinottes
- la Garenne
- Labarade
- Maisons Basses
- Manoir de la Font Haute
- le Puy
- le Raysse
- la Roussie
- le Travers
- le Treil
- Vermeil.

### Prévention des risques
Le territoire de la commune de Cazoulès est vulnérable à différents aléas naturels : météorologiques (tempête, orage, neige, grand froid, canicule ou sécheresse), inondations, feux de forêts, mouvements de terrains et séisme (sismicité très faible). Il est également exposé à un risque technologique, la rupture d'un barrage. Un site publié par le BRGM permet d'évaluer simplement et rapidement les risques d'un bien localisé soit par son adresse soit par le numéro de sa parcelle.

#### Risques naturels
Certaines parties du territoire communal sont susceptibles d’être affectées par le risque d’inondation par débordement de cours d'eau. La commune a été reconnue en état de catastrophe naturelle au titre des dommages causés par les inondations et coulées de boue survenues en 1982, 1983, 1993 et 1999,. Le risque inondation est pris en compte dans l'aménagement du territoire de la commune par le biais du plan de prévention des risques inondation (PPRI) de la « vallée de la Dordogne amont »  approuvé le 15 avril 2011, pour les crues de la Dordogne,.
Cazoulès est exposée au risque de feu de forêt. L’arrêté préfectoral du 14 mars 2013 fixe les conditions de pratique des incinérations et de brûlage dans un objectif de réduire le risque de départs d’incendie. À ce titre, des périodes sont déterminées : interdiction totale du 15 février au 15 mai et du 15 juin au 15 octobre, utilisation réglementée du 16 mai au 14 juin et du 16 octobre au 14 février. En septembre 2020, un plan inter-départemental de protection des forêts contre les incendies (PidPFCI) a été adopté pour la période 2019-2029,.
Les mouvements de terrains susceptibles de se produire sur la commune sont des tassements différentiels. Le retrait-gonflement des sols argileux est susceptible d'engendrer des dommages importants aux bâtiments en cas d’alternance de périodes de sécheresse et de pluie. 40,1 % de la superficie communale est en aléa moyen ou fort (58,6 % au niveau départemental et 48,5 % au niveau national métropolitain). Depuis le 1er octobre 2020, en application de la loi ÉLAN, différentes contraintes s'imposent aux vendeurs, maîtres d'ouvrages ou constructeurs de biens situés dans une zone classée en aléa moyen ou fort,.
La commune a été reconnue en état de catastrophe naturelle au titre des dommages causés par des mouvements de terrain en 1999.

#### Risque technologique
La commune est en outre située en aval du barrage de Bort-les-Orgues, un ouvrage de classe A situé dans le département de la Corrèze et faisant l'objet d'un PPI depuis 2009. À ce titre elle est susceptible d’être touchée par l’onde de submersion consécutive à la rupture de cet ouvrage.

## Toponymie
La première mention écrite connue du lieu date de l'an 1326 sous la forme « Cazalet », suivie des graphies « Casaleys » et Cazolosium. Il dérive de l'ancien occitan casalet correspondant à un « petit domaine rural », lui-même issu du latin casulum signifiant « petite maison rurale ».
En occitan, la commune porte le nom de Casolés.

## Histoire

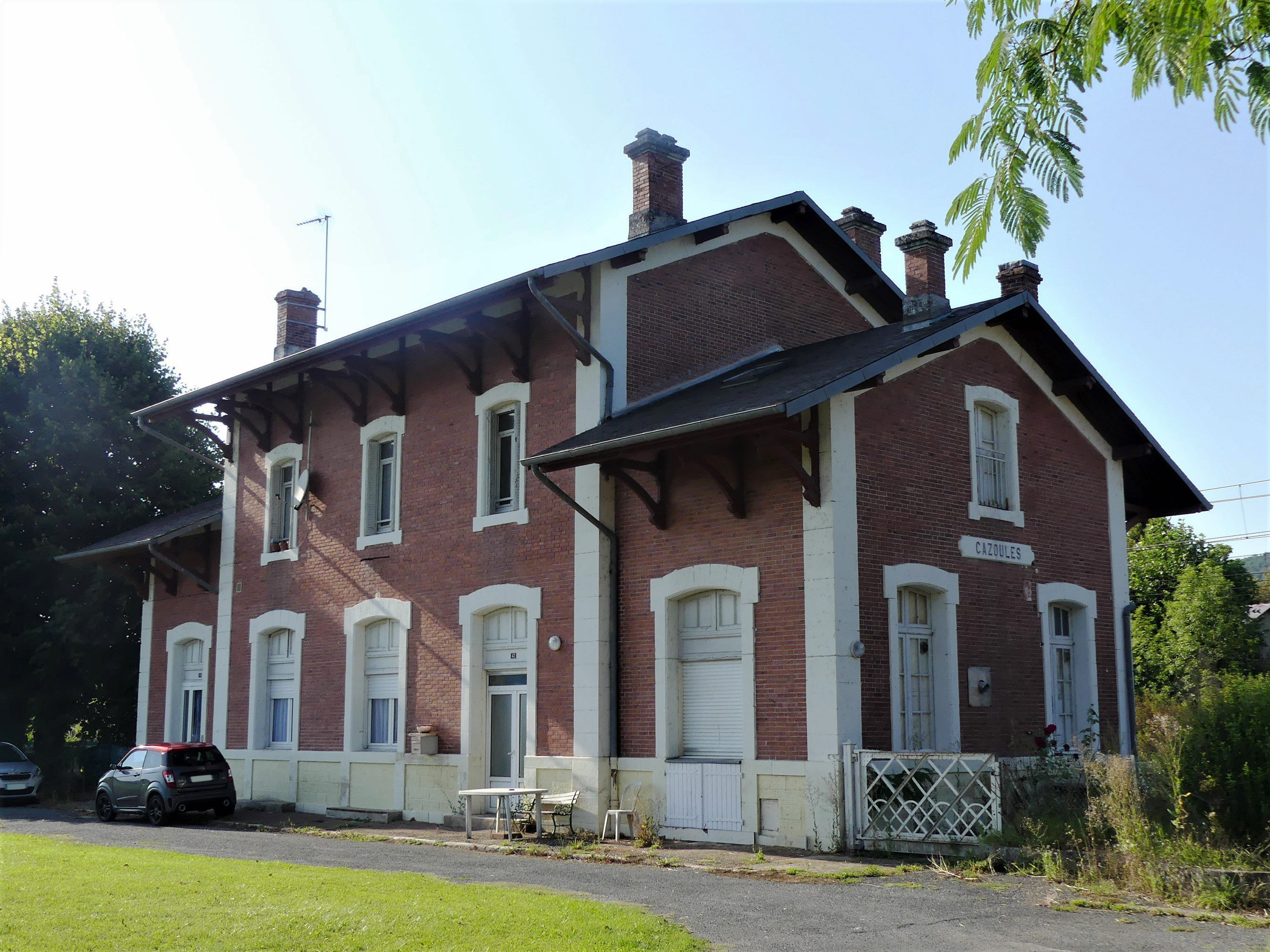
L'ancien bâtiment voyageurs de la gare de Cazoulès.

À quelque cinq kilomètres au sud-sud-ouest de Souillac, dans un cirque pétrifié, la Dordogne quitte le Quercy, au pas du Raysse, et entre en Périgord.
Le territoire communal a révélé des traces d'occupation gallo-romaine. Au Moyen Âge, la paroisse dépendait de la châtellenie de Carlux qui relevait elle-même de la vicomté de Turenne.
En septembre 1939, après la décclaration de guerre avec l'Allemagne, les habitants de Saasenheim (commune du Bas-Rhin) sont évacués dans le département de la Dordogne, dans les communes de Cazoulès et Salignac-Eyvigues.
La commune est caractérisée par l'unique incursion de la ligne de chemin de fer d'Orléans à Montauban dans le département de la Dordogne. Située sur la ligne de Siorac-en-Périgord à Cazoulès et mise en service en 1884, la gare de Cazoulès a perdu son rang de gare de bifurcation depuis la fin des années 1980 et le bâtiment a été aménagé en logement social.
En 2021, la création d'une commune nouvelle, « Pechs-de-l'Espérance », est envisagée en association avec Orliaguet et Peyrillac-et-Millac.

## Politique et administration

### Rattachements administratifs et électoraux
Dès 1790, la commune de Cazoulès est rattachée canton de Carlux qui dépend du district de Sarlat jusqu'en 1795, date de suppression des districts. En 1801, le canton dépend de l'arrondissement de Sarlat (devenu l'arrondissement de Sarlat-la-Canéda en 1965).
Dans le cadre de la réforme de 2014 définie par le décret du 21 février 2014, ce canton disparaît aux élections départementales de mars 2015. La commune est alors rattachée au canton de Terrasson-Lavilledieu.

### Intercommunalité
Fin 2000, Cazoulès intègre dès sa création la communauté de communes du Carluxais. En novembre 2003, celle-ci prend l'appellation de communauté de communes du Carluxais Terre de Fénelon qui est dissoute au 31 décembre 2013 et remplacée au 1er janvier 2014 par la communauté de communes du Pays de Fénelon.

### Administration municipale
La population de la commune étant comprise entre 100 et 499 habitants au recensement de 2017, onze conseillers municipaux ont été élus en 2020,.

### Liste des maires puis des maires délégués

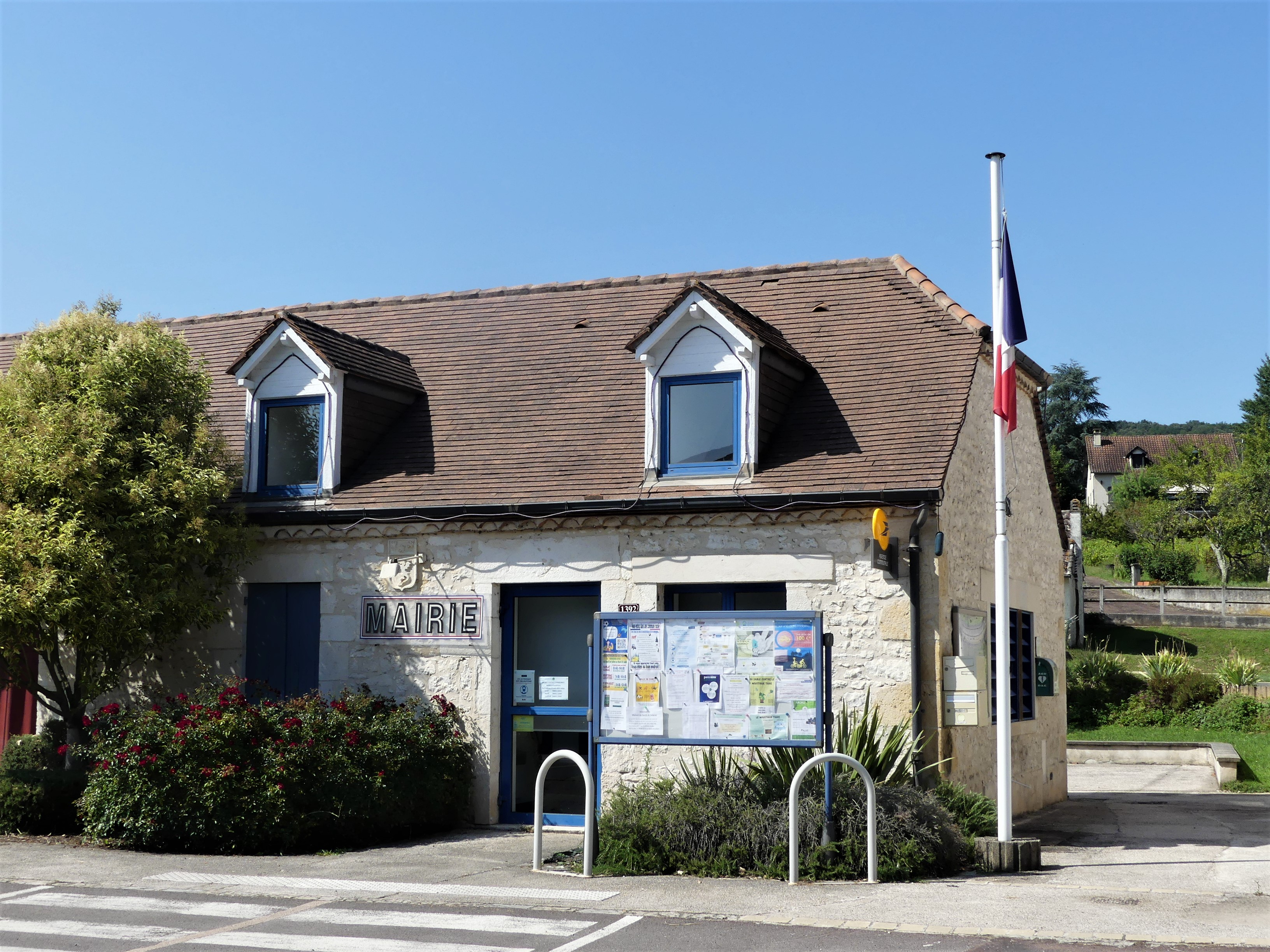
La mairie en 2021.

| Période                                  | Période       | Identité           | Étiquette | Qualité                                            |
| ---------------------------------------- | ------------- | ------------------ | --------- | -------------------------------------------------- |
| Les données manquantes sont à compléter. |               |                    |           |                                                    |
|                                          |               |                    |           |                                                    |
| mars 1971                                | mars 2008     | Maurice Léonard    | PCF       | Conseiller général du canton de Carlux (1982-2001) |
| mars 2008                                | avril 2010    | Bernard Dehan      | DVG       | Retraité                                           |
| mai 2010                                 | mars 2014     | Jean-Paul Castano  |           |                                                    |
| mars 2014                                | mai 2020      | Philippe Zillhardt | DVG       | Professeur des écoles                              |
| mai 2020                                 | décembre 2021 | Joël Barbery       |           |                                                    |

| Période       | Période        | Identité              | Étiquette | Qualité                                   |
| ------------- | -------------- | --------------------- | --------- | ----------------------------------------- |
| janvier 2022  | septembre 2023 | Joël Barbery          |           | Maire de Pechs-de-l'Espérance (2022-2023) |
| décembre 2023 | En cours       | Françoise Arpaillange |           |                                           |

### Juridictions
Dans le domaine judiciaire, Cazoulès relève : 
- du tribunal de proximité et du tribunal paritaire des baux ruraux de Sarlat-la-Canéda ;
- du tribunal judiciaire, du tribunal pour enfants, du conseil de prud'hommes et du tribunal de commerce de Bergerac ;
- de la cour d'appel de Bordeaux.

### Jumelages

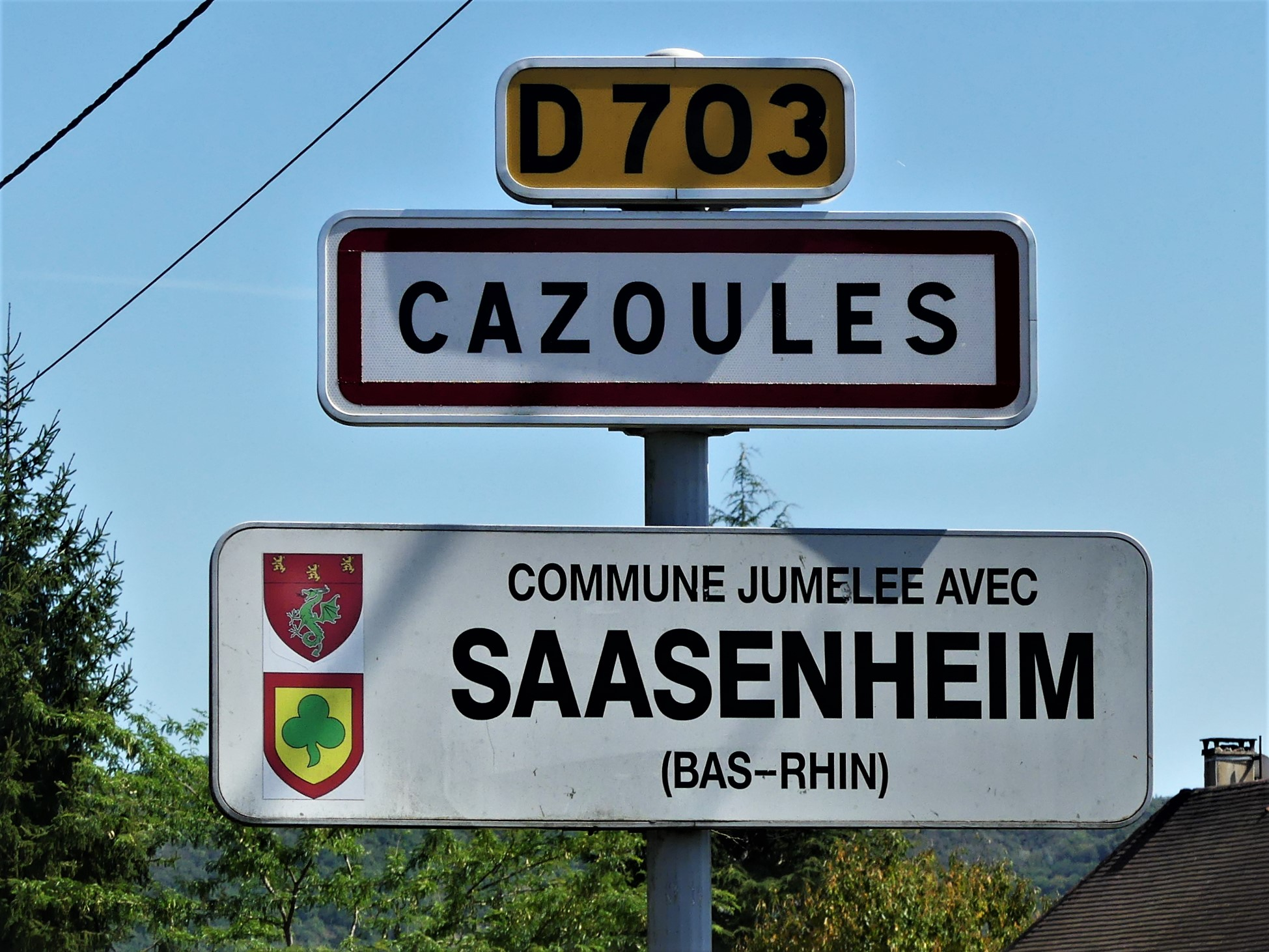
Panneau de jumelage de Cazoulès.

Saasenheim (France) (Bas-Rhin) depuis 1998.

## Population et société

### Démographie
Les habitants de Cazoulès se nomment les Cazoulésiens.
En 2021, dernière année en tant que commune indépendante, Cazoulès comptait 447 habitants. À partir du XXIe siècle, les recensements des communes de moins de 10 000 habitants ont lieu tous les cinq ans (2007, 2012, 2017 pour Cazoulès). Depuis 2006, les autres dates correspondent à des estimations légales.
Au 1er janvier 2022, la commune déléguée de Cazoulès compte 453 habitants.
| 1793 | 1800 | 1806 | 1821 | 1831 | 1836 | 1841 | 1846 | 1851 |
| ---- | ---- | ---- | ---- | ---- | ---- | ---- | ---- | ---- |
| 345  | 229  | 352  | 357  | 391  | 397  | 385  | 412  | 415  |

| 1856 | 1861 | 1866 | 1872 | 1876 | 1881 | 1886 | 1891 | 1896 |
| ---- | ---- | ---- | ---- | ---- | ---- | ---- | ---- | ---- |
| 432  | 410  | 429  | 404  | 452  | 493  | 518  | 515  | 372  |

| 1901 | 1906 | 1911 | 1921 | 1926 | 1931 | 1936 | 1946 | 1954 |
| ---- | ---- | ---- | ---- | ---- | ---- | ---- | ---- | ---- |
| 374  | 346  | 338  | 309  | 315  | 280  | 300  | 296  | 292  |

| 1962 | 1968 | 1975 | 1982 | 1990 | 1999 | 2006 | 2007 | 2012 |
| ---- | ---- | ---- | ---- | ---- | ---- | ---- | ---- | ---- |
| 324  | 307  | 327  | 381  | 397  | 436  | 436  | 436  | 469  |

| 2017 | 2021 | - | - | - | - | - | - | - |
| ---- | ---- | - | - | - | - | - | - | - |
| 456  | 447  | - | - | - | - | - | - | - |

### Enseignement

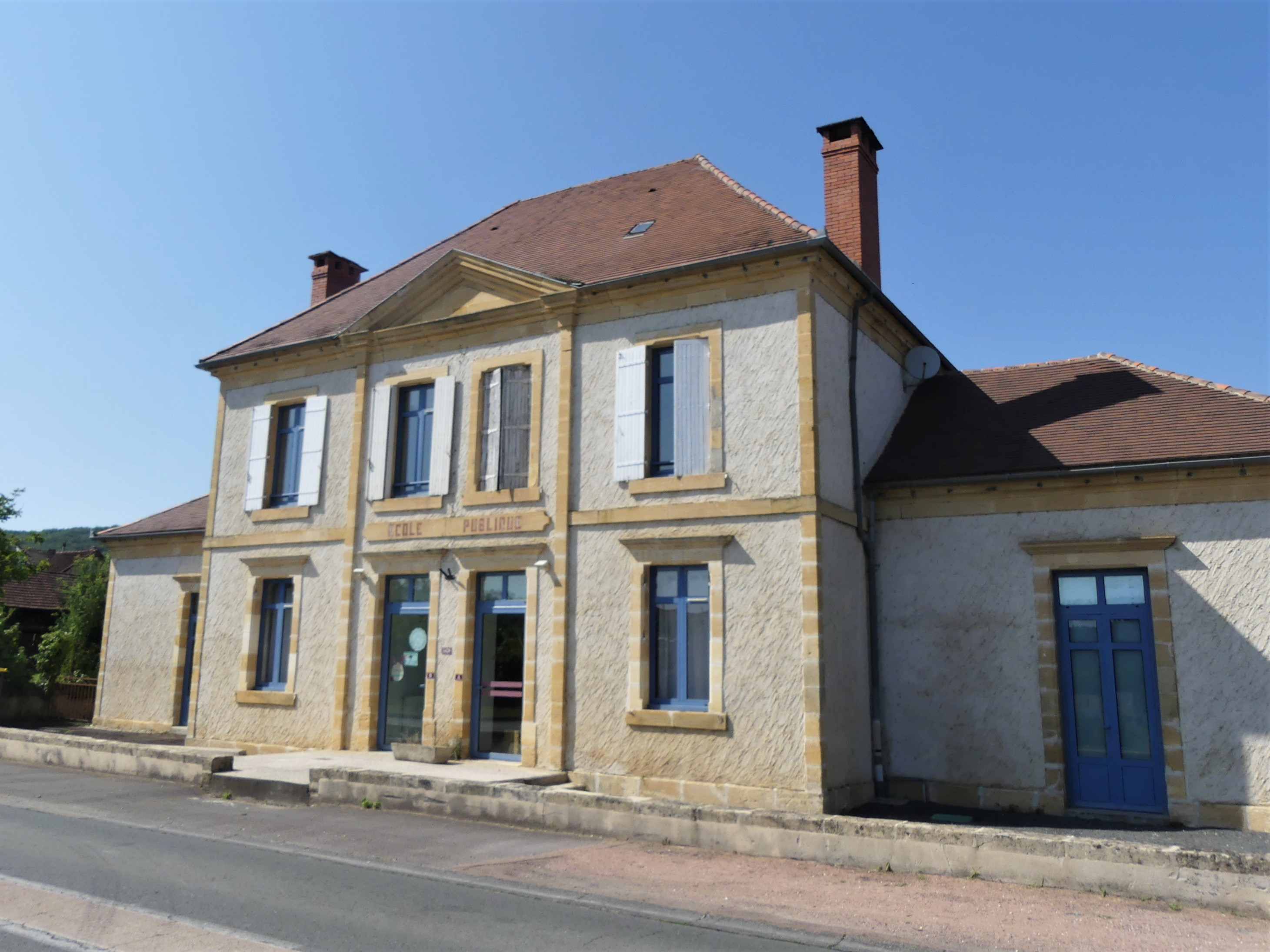
L'école en 2021.

Cazoulès est organisé en regroupement pédagogique intercommunal avec six autres communes (RPI du Carluxais). La scolarité est répartie sur quatre communes dont Cazoulès.

## Économie

### Emploi
En 2018, parmi la population communale comprise entre 15 et 64 ans, les actifs représentent 194 personnes, soit 42,7 % de la population municipale. Le nombre de chômeurs (trente-deux) a légèrement diminué par rapport à 2013 (trente-six) et le taux de chômage de cette population active s'établit à 16,3 %.

### Établissements
Au 31 décembre 2015, la commune comptait quarante-trois établissements, dont vingt-quatre au niveau des commerces, transports ou services, dix dans la construction, cinq relatifs au secteur administratif, à l'enseignement, à la santé ou à l'action sociale, deux dans l'industrie, et deux dans l'agriculture, la sylviculture ou la pêche.

## Culture locale et patrimoine

### Lieux et monuments
- L'église Saint-Laurent[71],[72], dont les deux vitraux des chapelles sont signés de Louis-Victor Gesta.
- Dominant la Dordogne au pas du Raysse et flanqué d'une tour ronde, le château du Raysse date du XVIIe siècle[73].

La commune abrite deux bâtiments protégés au titre des monuments historiques :
- le manoir de la Font-Haute ou château de la Font-Haute[74], des XVIe et XIXe siècles, inscrit en 1977 pour ses façades et toitures[75] ;
- le château du Saulou, ou de Saulou[76], du XVIe au XVIIIe siècle, inscrit en 1996[77].

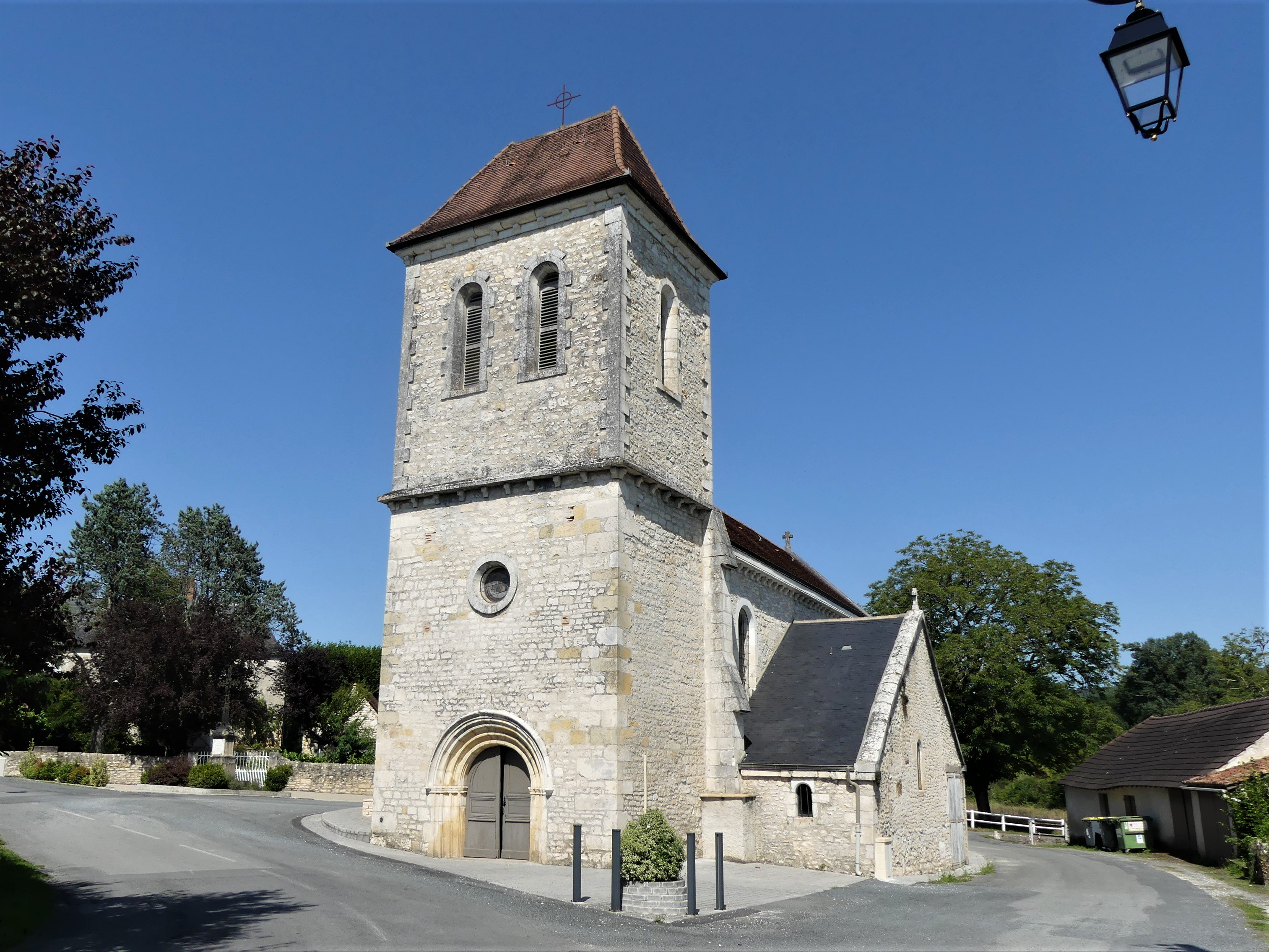
L'église Saint-Laurent.
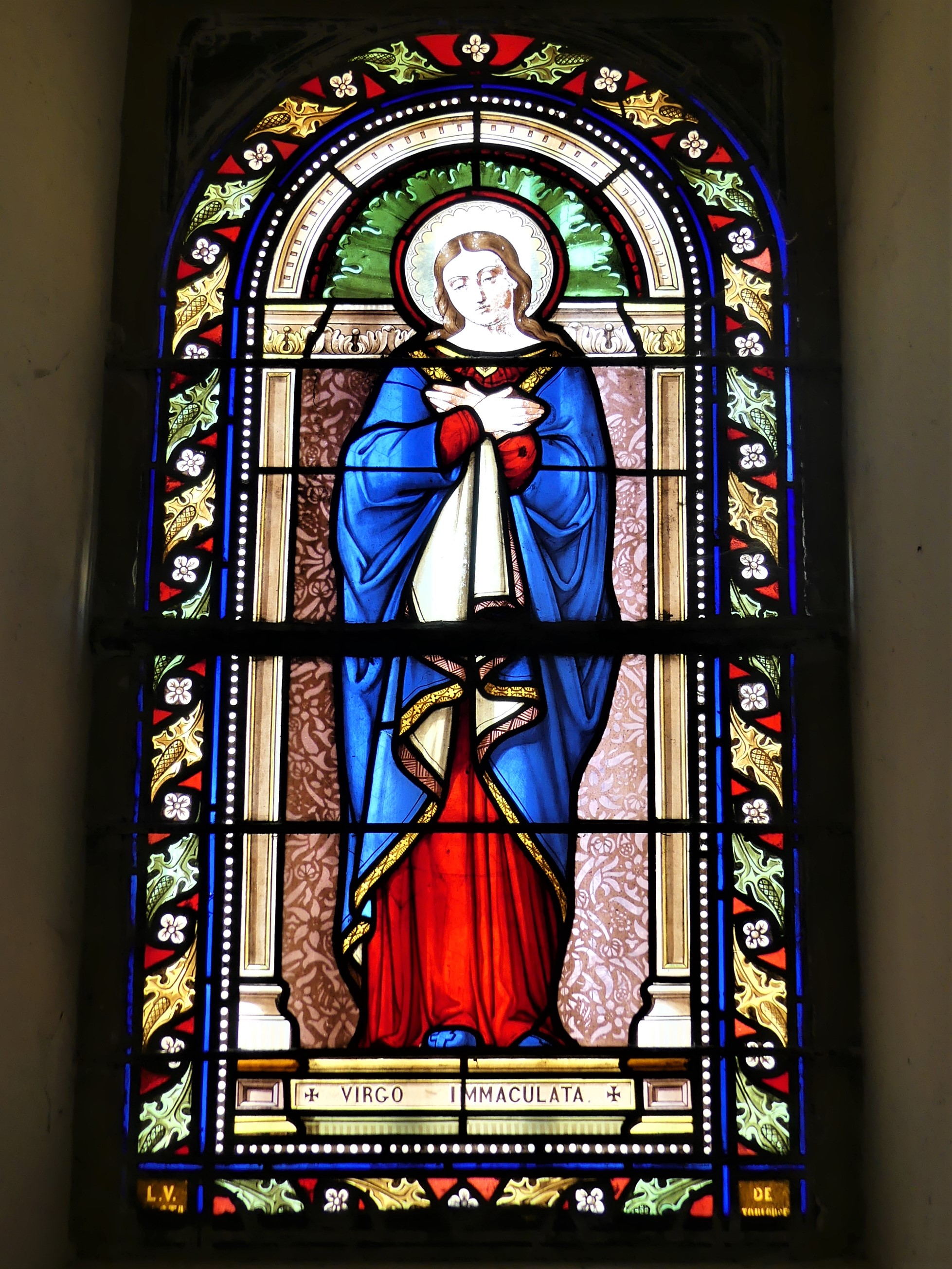
Vitrail de Louis-Victor Gesta représentant l'Immaculée Conception.
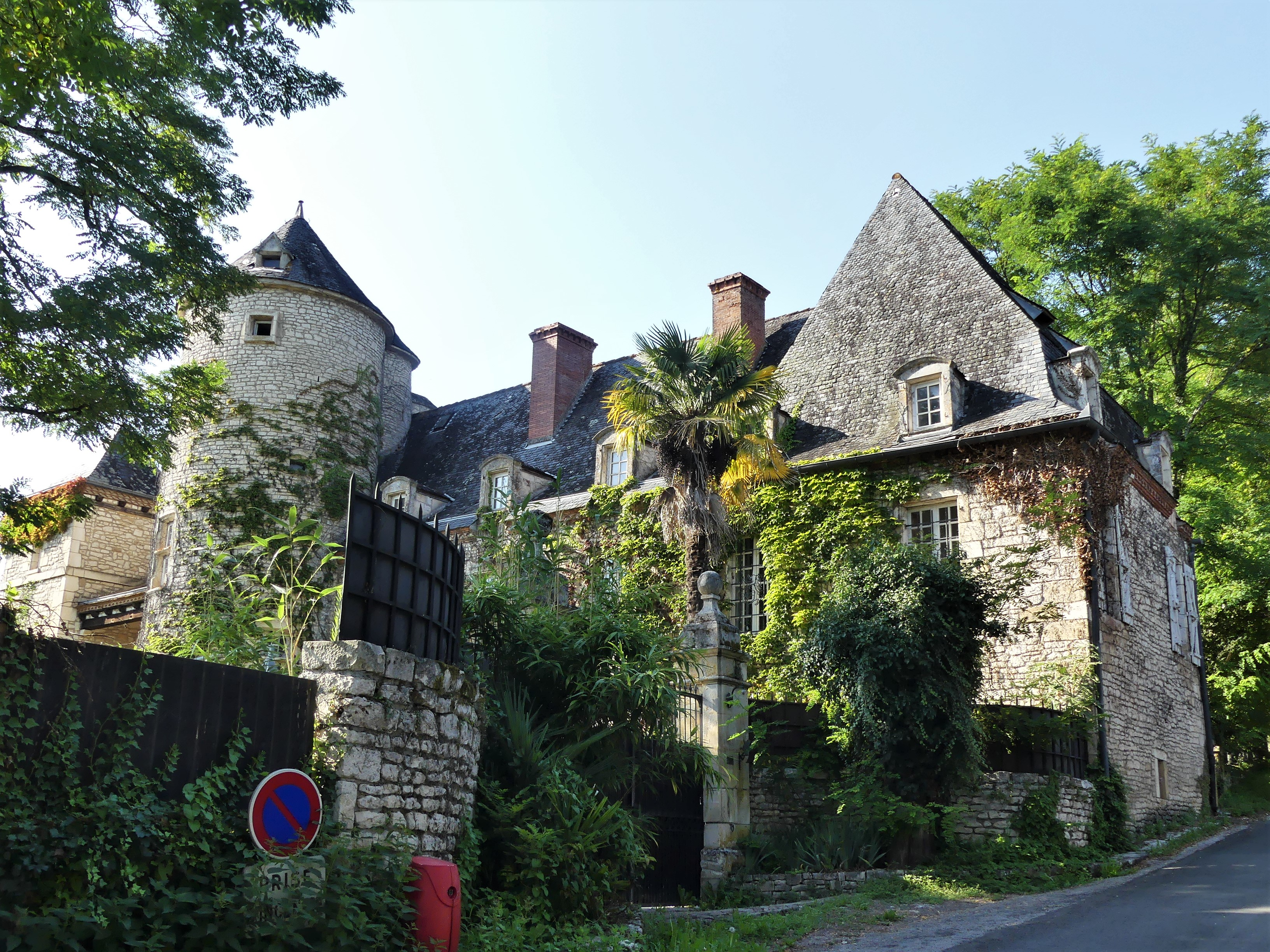
Le château du Raysse.
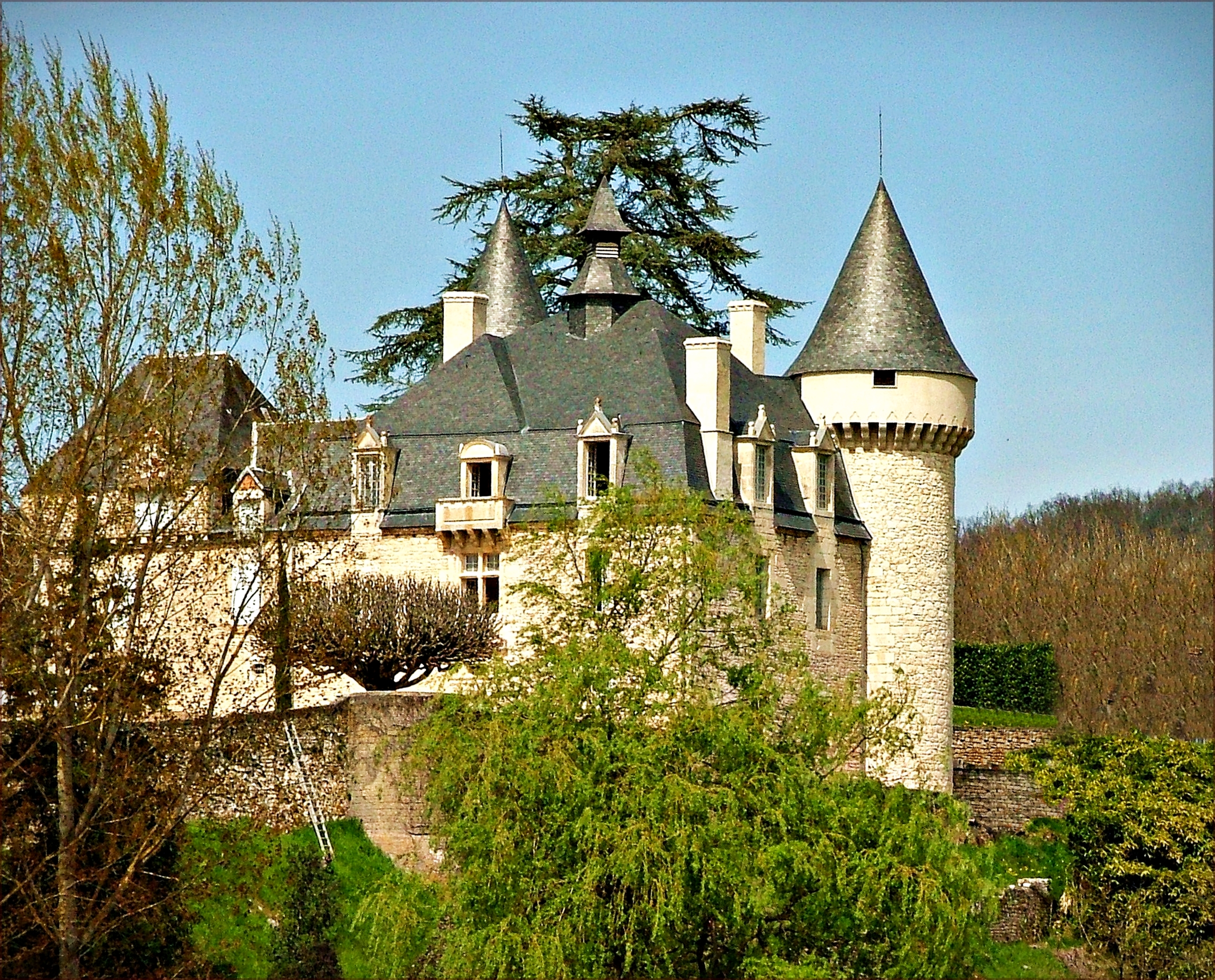
Le manoir de la Font-Haute.
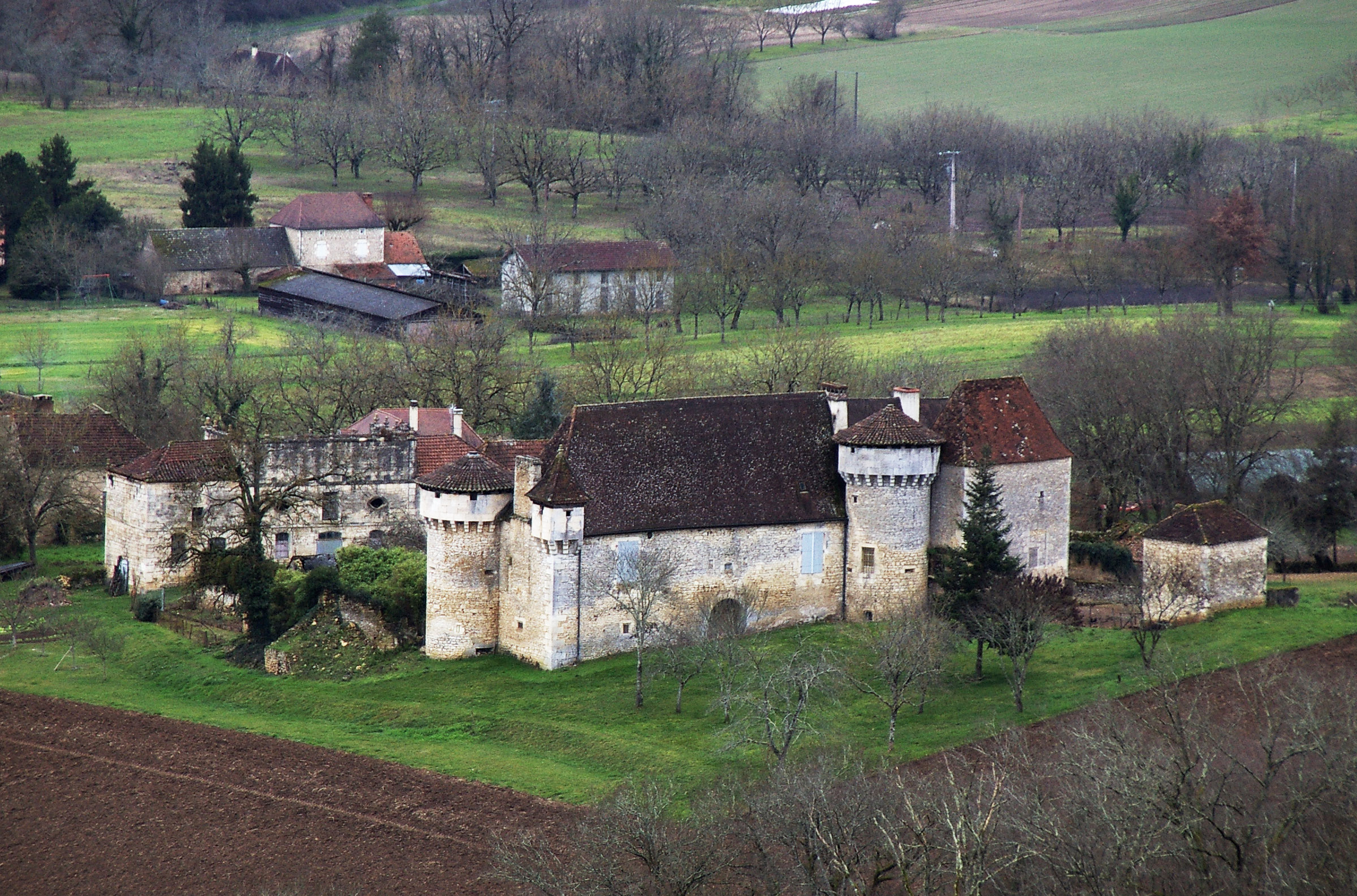
Le château du Saulou.
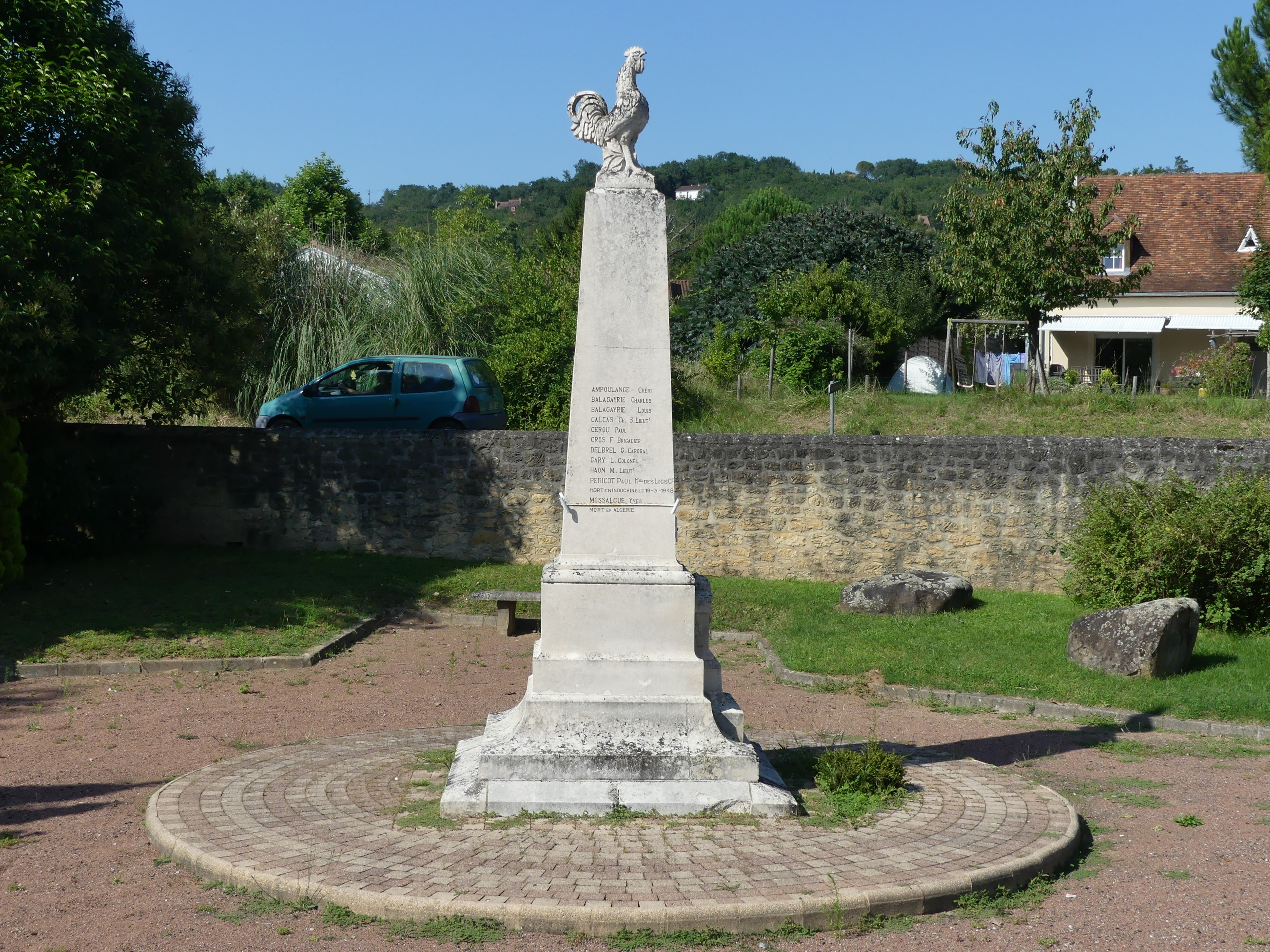
Le monument aux morts.
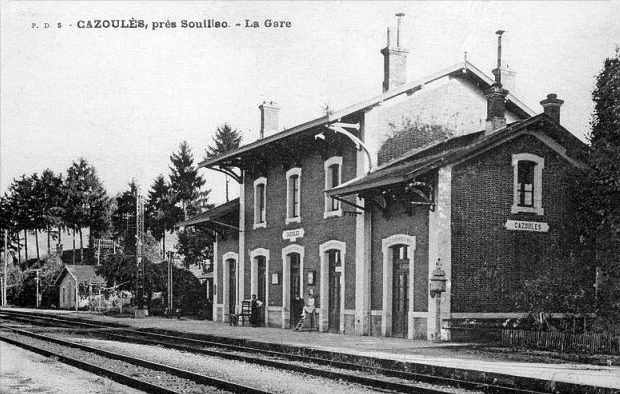
La gare de Cazoulès au début des années 1900.

### Héraldique
Pour un article plus général, voir Armorial des communes de la Dordogne.
| Blason de Cazoulès | Blason  | De gueules au dragon volant d’argent rempli de sinople, langué du champ, posé en pal, au chef aussi de gueules chargé de trois lionceaux d’or ordonnés 2 et 1,. |
| Blason de Cazoulès | Détails | Le statut officiel du blason reste à déterminer. |